# 338 p.n.e.
| [ Edytuj tabelę ] | |
| Władca Chin       | - 369 p.n.e. Xianwang 321 p.n.e.                                                                             |
| Władca Egiptu     | - 338 p.n.e. Chabbasz 336 p.n.e.                                                                             |
| Król Epiru        | - 342 p.n.e. Aleksander I 330 p.n.e.                                                                         |
| Tyran Heraklei    | - 345 p.n.e. Tymoteusz 337 p.n.e.                                                                            |
| Król Ilirii       | - 358 p.n.e. Grabos 335 p.n.e. - 358 p.n.e. Klejtos 335 p.n.e.                                               |
| Król Macedonii    | - 357 p.n.e. Filip II 336 p.n.e.                                                                             |
| Władca Persji     | - 358 p.n.e. Artakserkses III 338 p.n.e. - 338 p.n.e. Arses 336 p.n.e.                                       |
| Król Sparty       | - 370 p.n.e. Kleomenes II 309 p.n.e. - 360 p.n.e. Archidamos III 338 p.n.e. - 338 p.n.e. Agis III 331 p.n.e. |
| Król Sydonu       | - 343 p.n.e. Abdasztart II 332 p.n.e.                                                                        |
| Król Syngalezów   | - 367 p.n.e. Mutasiva 307 p.n.e.                                                                             |
| Tyran Syrakuz     | - 344 p.n.e. Timoleon 337 p.n.e.                                                                             |
| Król Tyru         | - 349 p.n.e. Azemilk 332 p.n.e.                                                                              |

Rok 338 p.n.e.
stulecia: V wiek p.n.e. ~
IV wiek p.n.e. ~
III wiek p.n.e.

lata: 348 p.n.e. «
342 p.n.e. «
341 p.n.e. «
340 p.n.e. «
339 p.n.e. «
338 p.n.e. »
337 p.n.e. »
336 p.n.e. »
335 p.n.e. »
334 p.n.e. »
328 p.n.e.

## Wydarzenia
- 2 sierpnia – zwycięstwo wojsk macedońskich nad greckimi w bitwie pod Cheroneą, Macedończycy podbili Grecję.
- Koniec wojny latyńskiej, Rzymianie pokonali zbuntowane miasta latyńskie.
- Przyznanie Kapui przez Rzymian statusu civitas sine suffragio, czyli obywatelstwa bez prawa głosu.
- Pierwsze rzymskie monety.

## Zmarli
- Artakserkses III, król Persji, zamordowany
- Izokrates, mówca grecki
- Shang Yang, chiński polityk i filozof, przedstawiciel szkoły legistów